# Джонні Мосс
Джонні Мосс (англ. Johnny Moss; 14 травня 1907, Маршалл — 16 грудня 1995, Лас-Вегас) — професійний гравець в покер, триразовий переможець головного турніру Світової серії покеру, володар дев'яти браслетів WSOP. 1979 року був прийнятий до Зали слави покеру.

## Життєпис
Народився 14 травня 1907 року в місті Маршаллі (Техас, США). Незабаром після його народження родина вирішила переїхати в Даллас. Під час переїзду від перитоніту померла його мати. Батько так і не зміг влаштувати нормальне життя синові в новому місті, і незабаром після того як вони там влаштувалися втратив роботу. Джонні, бажаючи допомогти своєму батькові в складній для них ситуації, влаштувався продавцем газет.
У 15 років Джоні вже був у змозі знімати власне житло. Він влаштувався на серйознішу роботу в компанії Вестерн Юніон. Тоді ж, захоплений грою на гроші, він почав вчитися грати в доміно, а трохи пізніше і в покер. У той час найкращі гравці Далласа збирались у найбільш знаменитому картковому клубі, який мав назву «Клуб Оттера» (Otter's Club). Саме там Джонні вперше зустрівся з майбутньою легендою покеру — Бенні Бініоном. Також він отримав шанс на знайомство з власником цього клубу містером Вейдом, і своєю завзятістю, харизмою і розумом здобув його повагу — йому довірили спостерігати за тим, щоб за картковим столом не було шахрайства. Побачивши в Джонні Моссі здібного і вдячного учня містер Вейд вирішує навчити його всьому, що знає сам. Проявивши чималі здібності до гри, Джонні стає багатообіцяльним гравцем, скоротивши список своїх конкурентів до нуля. У Джонні був свій власний, досить агресивний стиль гри, що робило його непереможним.
У той самий період Джонні зустрів Енн Маузер, з якою вирішив одружитися. Однак, виникли складнощі з батьками Енн. Для того, щоб довести батькові нареченої, поліціянтові, серйозність своїх намірів, Мосс влаштувався на державну роботу. 1 травня 1926 року, відбулося весілля Джона і Енн. Однак, гравця-Джонні надовго не вистачило, і незабаром він полишив державну роботу на користь покеру.
«Клуб Оттера» до того часу вже було закрито і Джонні довелося переміститися в інший клуб «Клуб Елка», де в основному грали лімітні види покеру, в яких Джонні відчував себе не так впевнено як у безлімітних. Він весь час вигравав у безлімітний покер саме завдяки своїй агресивній грі, і в хороший ігровий день його гра приносила нечувані на ті часи 500 $. Але незабаром закрився і цей клуб. Гравцям в покер в ті часи доводилося важко, оскільки легальних казино в Лас-Вегасі ще не існувало. У ті роки за картковим столом ніколи не сиділи без револьвера. Для Джонні Мосса було очевидно, що залишатися в Далласі для нього неможливо, і він відправився на заробітки до Техасу і для конспірації поступив на роботу в нафтову компанію «Тексако». Не минуло й двох місяців, як дохід Мосса становив більш ніж 4000 $. А трохи пізніше капітал Джонні становив уже 100 000 $. До того часу Джонні Мосса цікавила гра лише на великі ставки, які були дуже рідкісні в той час. Саме тому Джонні відразу ж відгукнувся на пропозицію Бенні Бініона зіграти в його казино на великі ставки з Ніком Дандолосом. Легендарна битва затяглася на 5 місяців і в результаті Джонні Мосс здобув перемогу, вигравши на той момент безпрецедентну суму в два мільйони доларів. Також ця битва була знаменна тим, що завдяки їй надалі з'явилося таке явище як Чемпіонат світу з покеру — WSOP.
У середині 1950-х Мосс почав свою тренерську роботу — він вчив грати в покер таких гравців, як «Sailor» Робертс, Дойл Брансон, Амарілло «Slim» Престон, «Puggy» Пірсон. Для них і взагалі для всіх гравців у покер Джонні Мосс став і назавжди залишився найбільшим гравцем у покер. Його прозвали — «Великий старий покеру».
У 1970 році пройшов перший в історії покеру Чемпіонат світу з покеру і переможцем перших двох 1970 і 1971 років став Джоні Мосс. «Великий старий покеру» брав участь у турнірах аж до 1980-х років. У 80-х роках Джонні Мосс перестав брати участь у будь-яких турнірах — кар'єра знаменитого гравця закінчилася. Джонні Мосс залишався в Лас-Вегасі до самої смерті. Помер 16 грудня 1995 року в віці 88 років у Лас-Вегасі.